# 高原のお嬢さん (舟木一夫の曲)
「高原のお嬢さん」（こうげんのおじょうさん）は、1965年10月にリリースされた舟木一夫の31枚目のシングル。

## 解説
本曲は、日本コロムビア創立55周年記念として製作され発売された。
また本曲は、夏から秋にかけての高原での恋物語がテーマになっており、歌詞では落葉を意味する「Leaf（リーフ）」がリフレインとして効果的に使われているが、舟木一夫自身によれば「当初は『リーブス（Leaves）』というフレーズだった」とのことである。
舟木は本曲で『第16回NHK紅白歌合戦』（1965年）に三度目の出場を果たし、12月31日の本番では白組の先頭打者として歌唱した。

## 収録曲
- 両楽曲共に、作詞：関沢新一／作曲・編曲：松尾健司

1. 高原のお嬢さん（3分50秒）
2. 夏の日の若い恋（4分2秒）

## 映画
1965年、日活制作で本曲を基にした映画が公開された。蓼科高原を舞台に舟木自身が主役を務め、ザ・スパイダースのメンバーも登場する青春歌謡映画となっている。

### キャスト
- 北川滋夫＝舟木一夫
- 小泉淳子＝和泉雅子
- 三島進＝山内賢
- 吉野先生＝葉山良二
- ゴロー（サブ）＝堺正章
- 遠藤光子＝西尾三枝子
- 小泉百合子＝堀恭子
- 三島栄太郎＝嵯峨善兵
- エレキバンド＝田辺昭知とザ・スパイダース
- 英子＝中野美和子
- 美加＝進千賀子
- 小泉正年＝雪丘恵介
- 坂井＝天坊準
- 森田＝神山勝
- 平井＝武藤章生
- 木村＝桂小かん

### スタッフ
- 監督：柳瀬観
- 脚本：千葉茂樹・柳瀬観